# 쿠빌라이-카이두 전쟁
쿠빌라이-카이두 전쟁은 1266년부터 1301년까지 오고타이 한국의 칸 카이두 칸이 원나라 황제 쿠빌라이 카안을 상대로 벌인 전쟁이다. 카이두 칸은 자신을 몽골 제국의 대칸으로 선언하고, 원나라 황제이자 몽골 제국의 대칸 쿠빌라이를 공격, 카라코룸 점령을 시도했다. 원나라의 입장에서는 카이두의 반란으로, 한국에서는 2000년대까지 세계사, 동아시아사에 이 전쟁을 카이두의 난으로 표기하였다.
1264년 7월 아리크부카 측이 쿠빌라이에게 패배한 후, 오고타이 울루스의 카이두 칸은 일리강변과 키야리크, 타르박타이 주변에 지지자들을 모아 쿠빌라이 칸의 정책에 반대, 아리크 부카가 갑자기 죽자 그의 계승을 선언하고 1264년에서 1268년까지 군대를 동원하였다. 1268년~1269년에 그는 쿠빌라이 칸에 항복한 차가타이국 알루구 칸의 아들 바라크 칸과 싸웠고, 마침내 1269년 탈라스 쿠랄에서 차가타이 한국의 서부에 있는 돌룬 골 계곡을 점령했다. 1270년에 카이두는 차가타이 한국의 바라크 칸과 일 한국의 땅을 침략하여 패배시켰다. 1270년부터 하이두의 지지자들은 차가타이 한국을 사실상 장악하고 원나라에 대한 투쟁을 계속해 나갔다. 1270년에서 1301년 사이에 카이두와 원 왕조 사이에 큰 전쟁이 발생했고, 이는 쿠빌라이 카안이 죽은 뒤에도 계속되었다.
1301년 카이두는 테무르 칸과 카이두의 전쟁 중 퀼리그 칸 카이산의 기습공격으로 부상당해 그 후유증으로 사망했다. 1304년에 오고타이 한국의 항복 및 형식적인 종주권 인정을 했으나, 이후 사실상 독자적인 길을 가게 되었다. 카이두-쿠빌라이 칸의 오랜 전쟁으로 중국에서 중앙아시아를 거쳐 유럽, 중근동으로 가는 역참과 무역로는 대부분 폐쇄되었고, 원나라와 서방의 경제, 문화 교류는 차단되었다.

## 같이 보기
- 툴루이 남북 전쟁